# 俺は鍛冶屋
「俺は鍛冶屋」（おれはかじや  ロシア語: Мы кузнецы）はロシアの革命歌。作曲者不詳、フィリップ・シクリョーフ作詩。題名は「俺はかじや」「おれはかじや」とも表記される。
シクリョーフが1912年創作し『ネフスキー・ズビョーズダ』に発表した詩が原詩であり、シクリョーフは1905年から1906年にプレスニャで闘われたバリケード闘争に参加し、その中でこの詩を書いたとされる。作曲者は不詳であるが、民俗学者のウラジミール・バフティンは、≪Жили-были... Разговоры с В.С. Бахтиным / Сост. О.А. Комарова≫（Композитор Санкт-Петербург, 2006）の中で、≪Мы шансонетки, стреляем метко≫というシャンソネット（酒場などで歌われる小唄）に由来すると指摘している。1930年代には、ロシア・プロレタリア音楽家同盟がウィーンで歌われていたシャンソネットが原曲であるとして歌唱禁止を要求していた。
二月革命からロシア内戦期にかけてよく歌われた。民俗伝承に由来する鍛冶屋の力強く超人的なイメージと政治的イデオロギーと組み合わせたこの曲はボルシェビキの宣伝・煽動に採用された。十月革命後から内戦期にかけてこの曲は国際的に歌い広められた。日本では日本プロレタリア芸術連盟音楽部が外国の革命歌を紹介する中でもたらされ、1927年に鹿地亘による訳詞がつけられた。戦旗社版『プロレタリア歌曲集』に収録。戦後には『青年歌集』に収録され、うたごえ運動で広く歌われた。